# الطاقية (عفرين)
الطاقية قرية سوريّة تتبع إداريّاً لمحافظة حلب منطقة عفرين ناحية راجو، بلغ تعداد سكانها 392 نسمة حسب التعداد السكاني لعام 2004.